# پرندجان
پردنجان شهری از توابع  بخش مرکزی شهرستان فارسان در استان چهار محال و بختیاری است.

گویش مردم این شهربختیاری است.
اکثر مردم این شهر در گذشته و اکنون به قالبندی و آهنبندی مشغول هستند،همچنین درحال حاضر چندین نمایشگاه ماشین در این شهر تاسیس شده است این شغل نیز در میان مردم بسیار رایج است.